# 커널 모드 드라이버 프레임워크
커널 모드 드라이버 프레임워크(Kernel-Mode Driver Framework, KMDF)는 드라이버 개발자가 윈도우 2000 이상 버전용 커널 모드 장치 드라이버를 생성하고 유지 관리하는 데 도움을 주기 위해 마이크로소프트가 개발한 드라이버 프레임워크이다. 이것은 윈도우 드라이버 프레임웍스에 포함된 프레임워크 중 하나이다.

## WDM과의 관계
일반적으로 KMDF는 윈도우 드라이버 모델용으로 작성된 드라이버를 지원하며 WDM에서 실행된다. WDM은 윈도우 98 출시 이후 사용된 드라이버 모델인 반면, KMDF는 마이크로소프트가 윈도우 2000 이상 버전에 권장하고 사용하는 드라이버 프레임워크이다.
일반적으로 전원 관리 및 플러그 앤 플레이와 같은 더 많은 기능이 KMDF 프레임워크에서 처리되기 때문에 KMDF 드라이버는 동등한 WDM 드라이버보다 덜 복잡하고 코드가 적다.
KMDF는 객체 기반이며 WDM 위에 구축되었다. 슈퍼셋인 WDF의 아키텍처적 지시를 따라 WDM에 객체 기반 관점을 제공한다. 기능은 다양한 유형의 객체에 포함되어 있다. KMDF 구현은 다음으로 구성된다.
- 플러그 앤 플레이 및 전원 관리
- I/O 큐
- 직접 메모리 접근 (DMA)
- 윈도우 관리 도구 (WMI)
- 동기화

## 같이 보기
- 윈도우 드라이버 프레임웍스 (WDF)
- 사용자 모드 드라이버 프레임워크 (UMDF)

## 내용주
1. ↑  KMDF의 초기 릴리스는 윈도우 XP 및 서버 2003만 지원했다. 윈도우 2000 지원은 KMDF 버전 1.1에서 추가되었다.